# Pherotesia malinaria
Pherotesia malinaria là một loài bướm đêm trong họ Geometridae.